# Bilimora
Bilimora är en ort i Indien.   Den ligger i distriktet Navsari och delstaten Gujarat, i den västra delen av landet, 1 000 km söder om huvudstaden New Delhi. Bilimora ligger 15 meter över havet och antalet invånare är 510 879.
Terrängen runt Bilimora är mycket platt. Runt Bilimora är det tätbefolkat, med 570 invånare per kvadratkilometer. Bilimora är det största samhället i trakten. Trakten runt Bilimora består till största delen av jordbruksmark.